# 恰斯尼基夫卡 (巴赫馬奇區)
51°14′42″N 32°41′57″E / 51.24500°N 32.69917°E
恰斯尼基夫卡（烏克蘭語：Часниківка），是烏克蘭北部的村莊，隸屬切爾尼希夫州的尼任區。該村始建於1861年，面積2平方公里，海拔高度141米，2006年人口396，人口密度每平方公里165人。